# ズーム (楽器メーカー)
株式会社ズームは、音楽用電子機器の開発・販売を主な事業内容とする日本の企業。その製品は世界中で販売されている。1983年設立。ブランドスローガンは「WE'RE FOR CREATORS®」。

## 沿革
1983年に東京で設立。2017年、東京証券取引所JASDAQ（スタンダード）に株式上場。
2004年、香港に物流拠点としてZOOM HK LTDを設立。2009年、中国に品質管理拠点として東莞滋韵電子楽器技術諮詢有限公司を設立、2013年、北米に販売拠点としてZOOM North America, LLCを設立。2018年、イタリアのMogar Music S.p.A.（現 連結子会社 Mogar Music S.r.l.）の株式を取得し、販売拠点として子会社化。2020年、米国のZOOM North America, LLCの全株式を追加取得し、完全子会社化。2020年、ZOOM UK Distribution LTDを持分法適用会社から除外。2021年、日本の株式会社フックアップの全株式を取得し完全子会社化。2023年、Sound Service GmbHの株式を取得し、販売拠点として子会社。

## ビジネスモデル
プロからアマチュアまで幅広い客層向けに開発された音楽用電子機器を、約130カ国で販売するグローバル企業である。日本の本社は主に商品開発とマーケティングに特化し、海外での販売はグループ企業や販売代理店を通じて行っている。生産を第三者に委託するファブレス方式を採用することで技術的経営資源を商品開発に集中させ、ミュージシャンをはじめ、映像制作者やポッドキャスターなどの幅広いクリエイターの要望に応えている。売上高における海外比率が90％を超えるグローバルブランドである。

## コーポレートガバナンス
株主をはじめ顧客・ 従業員・地域社会等の立場を踏まえた上で、透明・公正かつ迅速・果断な意思決定を行うための仕組みとして、日本のコーポレートガバナンス・コードを遵守している。 また、コーポレートガバナンス報告書を規定に従って定期的に提出している。
一方、株式会社ズームでは、GCEO（Group CEO）、CEO、CTO、CFO、CRO（チーフ・レベニュー・オフィサー）、CPO（チーフ・プロダクション・オフィサー）の6名の執行役員が業務執行を担い、３名の社外取締役を含む7名の取締役（指名報酬委員会設置会社）がコーポレートガバナンス・コードに準拠して監督を行う体制をとっている。

## 主な製品カテゴリー
2022年12月期において売上高に占める主要な製品カテゴリーの割合はそれぞれ、ハンディオーディオレコーダー（HAR）31％、デジタルミキサー/マルチトラックレコーダー（DMX/MTR）13％、マルチエフェクター（MFX）11％、プロフェッショナルフィールドレコーダー（PFR）10％、ハンディビデオレコーダー（HVR）5％、およびその他が30％となっている。

### 主な商品
- ACシリーズ（エレクトリックアコースティックギター用エフェクトプロセッサ）
- ARQシリーズ（ライブパフォーマンス向けドラムマシン、シーケンサー、シンセサイザー、ルーパー、MIDIコントローラー）
- Bシリーズ（エレクトリックベース用マルチエフェクター）
- Fシリーズ（フィールドレコーダー）
- Gシリーズ（エレクトリックギター用マルチエフェクター）
- Hシリーズ（ハンディーレコーダー）
- LiveTrakシリーズ（ライブミキサー兼マルチトラックレコーダー）
- MSシリーズ（ストンプボックス型エレクトリックギター用マルチエフェクター）
- Qシリーズ（ハンディビデオレコーダー）
- Rシリーズ（マルチトラックレコーダー）
- TACシリーズ（Thunderbolt接続のPC、Mac用オーディオインターフェイス）
- Uシリーズ（USB接続のPC、Mac用ハンディオーディオインターフェイス）
- UACシリーズ（USB接続のPC、オーディオインターフェイス